# Natural Force
Natural Force (с англ. — «Природная сила») — второй студийный альбом валлийской певицы Бонни Тайлер, выпущенный в мае 1978 года на лейбле RCA Records. В США альбом издавался под названием It’s a Heartache. Как и для её дебютного альбома, Ронни Скотт и Стив Вольф написали большинство треков в альбоме. Также в альбоме содержатся каверы на песни таких артистов как Стиви Уандер и Кэрол Кинг.
Альбом имел огромный коммерческий успех для Тайлер. В Соединённых Штатах он достиг второго места в чарте Top Country Albums и шестнадцатого в Billboard Top LPs & Tape. Альбом был также успешен в Европе, но, как и его предшественник, он не смог войти в родной для певицы альбомный чарт Великобритании.
Пять синглов были выпущены в поддержку альбома Natural Force. Второй сингл, «It’s a Heartache» стал первым большим супер-хитом Бонни. Запись является одним из самых продаваемых синглов всех времён с продажами, превышающими шесть миллионов копий. Это был первый сингл, который попал в чарт США, там же он имеет золотую сертификацию от Американской ассоциации звукозаписывающих компаний (RIAA). Многие другие синглы из альбома также хорошо показали себя в чартах Европы.

## Список композиций
| №  | Название                    | Автор(ы)                       | Длительность |
| -- | --------------------------- | ------------------------------ | ------------ |
| 1. | «It’s a Heartache»          | Ронни Скотт [англ.] Стив Вольф | 3:30         |
| 2. | «Blame Me»                  | Ронни Скотт Стив Вольф         | 4:03         |
| 3. | «Living for the City»       | Стиви Уандер                   | 3:44         |
| 4. | «If I Sing You a Love Song» | Ронни Скотт Стив Вольф         | 4:47         |
| 5. | «Heaven»                    | Ронни Скотт Стив Вольф         | 3:07         |

| №                   | Название                                  | Автор(ы)                                | Длительность |
| ------------------- | ----------------------------------------- | --------------------------------------- | ------------ |
| 1.                  | «Yesterday Dreams»                        | Брайан Кадд                             | 4:14         |
| 2.                  | «Hey Love (It’s a Feelin’)»               | Ронни Скотт Стив Вольф                  | 3:59         |
| 3.                  | «(You Make Me Feel Like) A Natural Woman» | Джерри Гоффин Кэрол Кинг Джерри Векслер | 3:05         |
| 4.                  | «Here Am I»                               | Ронни Скотт Стив Вольф                  | 3:47         |
| 5.                  | «Baby Goodnight»                          | Майк Херон                              | 4:30         |
| Общая длительность: | Общая длительность:                       | Общая длительность:                     | 38:46        |

| №   | Название               | Автор(ы)               | Длительность |
| --- | ---------------------- | ---------------------- | ------------ |
| 11. | «Don’t Stop the Music» | Ронни Скотт Стив Вольф | 3:51         |
| 12. | «It’s About Time»      | Ронни Скотт Стив Вольф | 3:30         |

## Участники записи
Приведены по сведениям базы данных Discogs.
The Bonnie Tyler Band:
- Бонни Тайлер — вокал
- Рэй Тафф Уильямс — гитара, бэк-вокал
- Тафф Уильямс — акустическая гитара, электрогитара, бэк-вокал
- Стив Вольф — акустическая гитара, электрогитара, бэк-вокал
- Кевин Данн — бас-гитара
- Роджер Бара — клавишные
- Майк Гиббинс[англ.] — ударные, перкуссия
- Питер Кинг — бэк-вокал

Технический персонал:
оригинальное издание:
- Ронни Скотт[англ.] — продюсер
- Стив Вольф — продюсер
- Дэвид Маккей[англ.] — продюсер, звукорежиссёр (The Factory)
- Майк Клейдон — звукоинженер (IBC Studios[англ.])
- Джордж Николсон — звукоинженер (Morgan Studios[англ.])
- Майк Бобак — звукоинженер (Morgan Studios)
- The Cream Group — художественное оформление
- Дэвид Финч — фотограф (фото для обложки)
- Крис Хоппер — фотограф (фото для внутренней вкладки)

переиздание 2009 года:
- Тим Туран — мастеринг-инженер[англ.]
- Фил Хендрикс — автор текста для буклета

| Хит-парад (1978—1979)               | Высшая позиция | Пребывание в чарте |
| ----------------------------------- | -------------- | ------------------ |
| Австралия (Kent Music Report)       | 60             | нет данных         |
| Норвегия (VG-lista)                 | 3              | 13 недель          |
| США (Billboard 200)                 | 16             | 17 недель          |
| США (Billboard Top Country Albums)  | 2              | 20 недель          |
| Финляндия (Suomen virallinen lista) | 1              | 30 недель          |
| Швеция (Sverigetopplistan)          | 2              | 8 недель           |

| Регион | Сертификация | Продажи  |
| --- | ------------ | -------- |
| Канада (Music Canada) | Платиновый   | 100 000^ |
| США (RIAA) | Золотой      | 500 000^ |
| Финляндия (Musiikkituottajat)                                                                                            | Золотой      | 25 000   |
| * Данные о продажах приведены только на основе сертификации. ^ Данные о тиражах приведены только на основе сертификации. |              |          |